# Sonic Jam
Sonic Jam är ett spel med en då helt ny Sonic-värld i 3D med några överraskningar samt att det fanns fyra klassiska Sonic-spel:
- Sonic the Hedgehog
- Sonic the Hedgehog 2
- Sonic the Hedgehog 3
- Sonic & Knuckles